# Pailhès (Ariège)
Pailhès è un comune francese di 401 abitanti situato nel dipartimento dell'Ariège nella regione dell'Occitania.

## Società

### Evoluzione demografica
Abitanti censiti